# Flower (Gackt)
Flower è un singolo del cantante rock giapponese Gackt pubblicato il 1º luglio 2009.

## Tracce
1. Flower
2. In Flames
3. Flower (Instrumental)
4. In Flames (Instrumental)